# Discographie des Enfoirés
La discographie des Enfoirés se compose de 31 albums studios et de 36 singles.
Le premier single des Enfoirés, Les "Restos" du cœur (rebaptisé ensuite La Chanson des Restos) sort en 1986 et est composé par Jean-Jacques Goldman. La chanson devient par la suite l'hymne officiel des Enfoirés. La première tournée, suivie du premier album, a lieu en 1989.
Depuis l'album Enfoirés en 2000, tous les albums studio des Enfoirés se sont classés no 1 en France et en Wallonie, puis en Suisse Romande (si l'on excepte l'album Génération Enfoirés, interprété non pas par la troupe mais par les Enfoirés Kids).

## Albums

### Albums studio
| Année                                                                      | Album                               | Positions | Positions | Positions | Positions | Certifications                     |
| Année                                                                      | Album                               | FRA       | BEL (WAL) | SUI       | SUI (ROM) | Certifications                     |
| -------------------------------------------------------------------------- | ----------------------------------- | --------- | --------- | --------- | --------- | ---------------------------------- |
| 1989                                                                       | Tournée d'Enfoirés                  | 2         | —         | —         | —         |                                    |
| 1992                                                                       | La Soirée des Enfoirés à l'Opéra    | 8         | —         | —         | —         |                                    |
| 1993                                                                       | Les Enfoirés chantent Starmania     | 3         | —         | —         | —         |                                    |
| 1994                                                                       | Les Enfoirés au Grand Rex           | 11        | —         | —         | —         | - : Or                             |
| 1995                                                                       | Les Enfoirés à l'Opéra-Comique      | 9         | 15        | —         | —         |                                    |
| 1996                                                                       | La Soirée des Enfoirés              | 3         | —         | —         | —         |                                    |
| 1997                                                                       | Le Zénith des Enfoirés              | 6         | 11        | —         | —         | - : Platine                        |
| 1998                                                                       | Enfoirés en cœur                    | 2         | —         | —         | —         | - : Platine                        |
| 1999                                                                       | Dernière Édition avant l'an 2000    | 2         | 6         | 31        | —         | - : 2 × Or                         |
| 2000                                                                       | Enfoirés en 2000                    | 1         | 1         | 6         | —         | - : Platine - : Or                 |
| 2001                                                                       | L'Odyssée des Enfoirés              | 1         | 1         | 2         | —         | - : 2 × Platine - : Or - : Or      |
| 2002                                                                       | Tous dans le même bateau            | 1         | 1         | 3         | —         | - : Platine - : Or - : Or          |
| 2003                                                                       | La Foire aux Enfoirés               | 1         | 1         | 2         | —         | - : Or - : Or                      |
| 2004                                                                       | Les Enfoirés dans l'espace          | 1         | 1         | 3         | —         | - : Or - : Or                      |
| 2005                                                                       | Le Train des Enfoirés               | 1         | 1         | 1         | —         | - : Or - : Or                      |
| 2006                                                                       | Le Village des Enfoirés             | 1         | 1         | 1         | —         | - : Or - : Or                      |
| 2007                                                                       | La Caravane des Enfoirés            | 1         | 1         | 2         | —         | - : 3 × Platine - : Platine - : Or |
| 2008                                                                       | Les Secrets des Enfoirés            | 1         | 1         | 2         | —         | - : Or - : Platine - : Or          |
| 2009                                                                       | Les Enfoirés font leur cinéma       | 1         | 1         | 2         | —         | - : Platine                        |
| 2010                                                                       | La Crise de nerfs                   | 1         | 1         | 2         | 1         | - : Platine                        |
| 2011                                                                       | Dans l'œil des Enfoirés             | 1         | 1         | 1         | 1         | - : Platine                        |
| 2012                                                                       | Le Bal des Enfoirés                 | 1         | 1         | 2         | 1         |                                    |
| 2013                                                                       | La Boîte à musique des Enfoirés     | 1         | 1         | 2         | 1         | - : Or                             |
| 2014                                                                       | Bon anniversaire les Enfoirés       | 1         | 1         | 1         | 1         |                                    |
| 2015                                                                       | Sur la route des Enfoirés           | 1         | 1         | 1         | 1         | - : Diamant                        |
| 2016                                                                       | Au rendez-vous des Enfoirés         | 1         | 1         | 1         | 1         | - : Platine                        |
| 2017                                                                       | Mission Enfoirés                    | 1         | 1         | 2         | 1         | - : Diamant                        |
| 2017                                                                       | Génération Enfoirés (Enfoirés Kids) | 6         | 18        | 15        | 5         | - : Or                             |
| 2018                                                                       | Musique !                           | 1         | 1         | 1         | 1         | - : Diamant                        |
| 2019                                                                       | Le Monde des Enfoirés               | 1         | 1         | 1         | 1         | - : Diamant                        |
| 2020                                                                       | Le Pari(s) des Enfoirés             | 1         | 1         | 1         | 1         | - : Diamant                        |
| 2021                                                                       | À côté de vous                      | 1         | 1         | 1         | —         |                                    |
| "—" Signifie que l'album n'est pas sorti ou n'est pas classé dans le pays. |                                     |           |           |           |           |                                    |

### Compilations
| Année                                                                      | Titre                                       | Positions | Positions | Positions | Positions | Certifications     |
| Année                                                                      | Titre                                       | FRA       | BEL (WAL) | SUI       | SUI (ROM) | Certifications     |
| -------------------------------------------------------------------------- | ------------------------------------------- | --------- | --------- | --------- | --------- | ------------------ |
| 1996                                                                       | La compil'                                  | —         | 1         | —         | —         | - : Platine - : Or |
| 2001                                                                       | La compil' vol.2                            | —         | —         | —         | —         | - : Platine        |
| 2005                                                                       | La compil' vol.3                            | —         | 4         | 11        | —         | - : Platine        |
| 2010                                                                       | Le Meilleur des Enfoirés - 20 ans           | 24        | 1         | 4         | 1         | - : Platine - : Or |
| 2014                                                                       | Les Enfoirés en chœur de 1985 à aujourd'hui | 5         | 9         | 6         | 1         |                    |
| 2019                                                                       | Les 30 ans des Enfoirés                     | 8         | 17        | 13        | 4         | - : Or             |
| "—" Signifie que l'album n'est pas sorti ou n'est pas classé dans le pays. |                                             |           |           |           |           |                    |

## Singles
| Année | Titre                                        | Positions | Positions | Positions | Positions | Positions | Album                              |
| Année | Titre                                        | FRA       | FRA Tél.  | BEL (WAL) | SUI       | SUI (ROM) | Album                              |
| ----- | -------------------------------------------- | --------- | --------- | --------- | --------- | --------- | ---------------------------------- |
| 1986  | Les "Restos" du cœur (La Chanson des Restos) | 2         | —         | —         | —         | —         | Tournée d'Enfoirés                 |
| 1992  | Chanson pour l'Auvergnat                     | 20        | —         | —         | —         | —         | La Soirée des Enfoirés à l'Opéra   |
| 1993  | Le monde est stone                           | 11        | —         | —         | —         | —         | Les Enfoirés chantent Starmania    |
| 1994  | Un autre monde                               | —         | —         | —         | —         | —         | Les Enfoirés au Grand Rex          |
| 1995  | On ira tous au paradis                       | 28        | —         | 28        | —         | —         | Les Enfoirés à l'Opéra-Comique     |
| 1996  | Laissons entrer le soleil                    | —         | —         | —         | —         | —         | La Soirée des Enfoirés             |
| 1997  | Sauver l'amour                               | 48        | —         | —         | —         | —         | Le Zénith des Enfoirés             |
| 1997  | Rockollection                                | —         | —         | —         | —         | —         | Le Zénith des Enfoirés             |
| 1998  | Bienvenue chez moi (Enfoirés en cœur)        | 59        | —         | —         | —         | —         | Enfoirés en cœur                   |
| 1999  | Emmenez-moi                                  | 38        | —         | —         | —         | —         | Dernière Édition avant l'an 2000   |
| 2000  | Au bout de mes rêves                         | —         | —         | —         | —         | —         | Enfoirés en 2000                   |
| 2000  | Chanter                                      | 47        | —         | —         | —         | —         | Enfoirés en 2000                   |
| 2001  | Le Pouvoir des fleurs                        | —         | —         | —         | —         | —         | L'Odyssée des Enfoirés             |
| 2002  | Rêver                                        | —         | —         | —         | —         | —         | Tous dans le même bateau           |
| 2003  | Quand les hommes vivront d'amour             | —         | —         | —         | —         | —         | La Foire aux Enfoirés              |
| 2004  | Tous les cris les SOS                        | —         | —         | —         | —         | —         | Les Enfoirés dans l'espace         |
| 2005  | Tout le monde y pense                        | —         | —         | —         | —         | —         | Le Train des Enfoirés              |
| 2006  | Le Temps qui court                           | 4         | 1         | 2         | 19        | —         | Le Village des Enfoirés            |
| 2007  | Aimer à perdre la raison                     | —         | 8         | 22        | —         | —         | La Caravane des Enfoirés           |
| 2008  | L'Amitié                                     | —         | 4         | 7         | —         | —         | Les Secrets des Enfoirés           |
| 2008  | Ville de lumière                             | —         | —         | —         | —         | —         | Les Secrets des Enfoirés           |
| 2009  | Ici les Enfoirés                             | —         | 1         | 1         | 29        | —         | Les Enfoirés font leur cinéma      |
| 2010  | Si l'on s'aimait, si                         | —         | 5         | 4         | 54        | 17        | La Crise de nerfs                  |
| 2010  | Ta main                                      | —         | —         | 37        | —         | —         | La Crise de nerfs                  |
| 2011  | On demande pas la lune                       | 8         | 8         | 9         | 37        | 9         | Dans l'œil des Enfoirés            |
| 2011  | Un jour de plus au Paradis                   | —         | —         | —         | —         | —         | Dans l'œil des Enfoirés            |
| 2012  | Encore un autre hiver                        | 10        | 10        | 4         | 63        | 12        | Le Bal des Enfoirés                |
| 2013  | Attention au départ                          | 5         | 5         | 3         | 49        | 5         | La Boîte à musique des Enfoirés    |
| 2014  | La Chanson du bénévole                       | 22        | 22        | 14        | —         | —         | Bon anniversaire les Enfoirés      |
| 2015  | Toute la vie                                 | 16        | 16        | 21        | —         | 14        | Sur la route des Enfoirés          |
| 2016  | Liberté                                      | 34        | 34        | —         | —         | —         | Au rendez-vous des Enfoirés        |
| 2017  | Juste une p'tite chanson                     | 8         | 8         | —         | —         | 12        | Mission Enfoirés                   |
| 2017  | La Chanson des Restos (Enfoirés Kids)        | —         | —         | —         | —         | —         | Génération Enfoirés                |
| 2018  | On fait le show                              | 5         | 5         | 49        | —         | 8         | Musique !                          |
| 2019  | On trace                                     | 8         | 8         | 32        | —         | 7         | Le Monde des Enfoirés              |
| 2020  | À côté de toi                                | 3         | 3         | 9         | —         | 7         | Le Pari(s) des Enfoirés            |
| 2021  | Maintenant                                   | 9         | 9         | 6         | —         | —         | À côté de vous                     |
| 2023  | rêvons                                       |           |           |           |           |           | enfoirés un jour enfoirés toujours |